# Alimniá
Alimniá (grec moderne : Αλιμνιά) ou Alimiá (Αλιμιά) est une ile grecque appartenant à l'archipel du Dodécanèse dans la mer Égée, située entre les îles de Rhodes et de Chálki.
L'île partiellement boisée est inhabitée sauf pour quelques habitants temporaires. Elle était habitée jusqu'en 1960 et des ruines subsistent de cette occupation. L'église du hameau reste en bon état.
En 1475, est construit, sur le sommet de l'ile, un château des Hospitaliers de l'ordre de Saint-Jean de Jérusalem.